# Нашестя сарани (2019—2022)
Нашестя сарани (2019—2022 роки) у період з червня 2019 року по лютий 2022 року — масштабний спалах розмноження пустельної сарани, що загрожував запасам продовольства у Східній Африці, на Аравійському півострові та Індійському субконтиненті. Цей спалах став найсильнішим за останні 70 років для Кенії та найгіршим за останні 25 років для Ефіопії, Сомалі та Індії.

## Історія
Внаслідок циклону 2018 року, який приніс сильні дощі на напівпустельні узбережжя Ємену, що спричинило сильний ріст рослинності. Оскільки сприятливі умови для розвитку популяцій сарани збереглися, рої, що утворилися згодом, поширилися по всьому Аравійському півострову; потім вони мігрували на схід до Ірану, Пакистану та Індії, а на захід - до Східної Африки, звідки спочатку досягли Ефіопії та Сомалі. Незабаром після цього вторгнення досягло Кенії, потім північної Уганди, Танзанії, Конго (до 2 березня) і південного Судану.
Наприкінці 2019 року аномально високі температури в Східній Африці (Сомалі, Кенії, Танзанії, Уганді, східному Конго, південному Судані та ін.) призвели до формування позитивного регіонального диполя і подвоїли звичайну кількість опадів у період з жовтня по грудень 2019 року (деякі райони на півночі Кенії отримали річний еквівалент звичайної кількості опадів всього за кілька тижнів 5; на півдні Судану, і без того обтяженого шістьма роками громадянської війни, були затоплені цілі міста 6 тощо). ФАО випустила перше попередження про сарану наприкінці січня 2020 року.